# Ashley Cole
Ashley Cole (* 20. Dezember 1980 in Stepney, London) ist ein ehemaliger englischer Fußballspieler. Er zeichnete sich als linker Verteidiger durch eine hohe Antrittsschnelligkeit aus, mit der er sich häufig über die Außenposition in die Offensivaktionen seiner Mannschaft einschaltete. Cole stand zuletzt bei Derby County unter Vertrag.

## Vereinskarriere

### FC Arsenal und Crystal Palace (1997–2006)
Ashley wurde 1980 im Londoner Stadtteil Stepney geboren. Seine Karriere als Fußballspieler begann er als Teenager bei seinem heimischen Verein FC Arsenal. Am 25. Februar 2000 unterzeichnete er dort einen Profivertrag, nachdem er bereits am 30. November 1999 gegen den FC Middlesbrough im Alter von 18 Jahren für die erste Mannschaft debütiert hatte. Diesem Einsatz sollte jedoch im restlichen Saisonverlauf kein weiterer für Arsenal mehr folgen. Bevor ihm schließlich in der Saison 2000/01 auch der Durchbruch beim FC Arsenal gelang, wurde er zwischen Februar und Mai 2000 an Crystal Palace ausgeliehen und schoss dort in 14 Ligaspielen ein Tor. Bei seiner Rückkehr profitierte er schließlich davon, dass sich der etatmäßige Linksverteidiger Sylvinho verletzte und Ashley ihn ab Herbst 2000 derart gut vertrat, dass er diese Position auch behielt, nachdem sich Sylvinho wieder erholt hatte.
An der Seite von Tony Adams und Sol Campbell war Cole nun fester Bestandteil der Arsenal-Defensive, die im Jahr 2002 das „Double“ aus englischer Meisterschaft und FA Cup und in den beiden Jahren darauf zunächst erneut den englischen Pokal und 2004 als ungeschlagener Meister einen weiteren Ligatitel errang. Der erst 23-jährige linke Außenverteidiger hatte dabei neben seinen Abwehrqualitäten auch in der Offensive im Zusammenspiel mit Thierry Henry und Robert Pires große Vorzüge. Die Titelsammlung beim FC Arsenal wurde im Jahr 2005 durch einen Pokalfinalerfolg gegen Manchester United komplettiert, wobei Cole im Millennium Stadium seinen Versuch während des Elfmeterschießens verwandelte.
Während der Saison 2005/06 musste Cole verletzungsbedingt häufig aussetzen. Am Saisonende kehrte er zum Champions-League-Finale gegen den FC Barcelona zurück, wo er mit seiner Mannschaft mit 1:2 unterlag. Dies war sein letzter Pflichtspieleinsatz für Arsenal; als Nachfolger des wechselwilligen Cole hatte sich in der jüngeren Vergangenheit bereits Gaël Clichy herauskristallisiert.

### Der umstrittene Wechsel
Im Jahr 2005 nahm Cole Kontakt mit dem Arsenal-Konkurrenten FC Chelsea auf, bei dem ein möglicher Vereinswechsel Coles thematisiert wurde. Da er dies tat, ohne seinen damals aktuellen Arbeitgeber Arsenal darüber zu informieren, wurde er von der Premier League am 2. Juni 2005 mit einer Geldstrafe in Höhe von 100.000 britischen Pfund belegt, da ein konkretes Treffen von Cole – im Beisein seines Beraters Jonathan Barnett – mit dem Chelsea-Trainer José Mourinho und dem Vorstandsvorsitzenden Peter Kenyon als Beleg für Vertragsverhandlungen galt. Das Berufungsverfahren im August 2005 änderte schließlich nichts an dem Schuldspruch, jedoch wurde die Höhe der Strafe auf 75.000 Pfund reduziert. Auch der FC Chelsea und Mourinho selbst erhielten Geldstrafen in Höhe von 300.000 Pfund respektive 200.000 Pfund, wobei im zuletzt genannten Fall die Berufung auch hier für die Reduzierung auf 75.000 Pfund sorgte. Die Lizenz als Spielerberater wurde Barnett für einen Zeitraum von 18 Monaten entzogen und auch er erhielt eine Geldstrafe in Höhe von 100.000 Pfund.
Cole unterzeichnete am 18. Juli 2005 beim FC Arsenal eine Vertragsverlängerung um ein weiteres Jahr, verließ den Klub aber ein Jahr später in großer Verbitterung. Am 18. Juli 2006 eröffnete er einen öffentlich ausgetragenen verbalen Schlagabtausch, als er in der Boulevardzeitung „The Sun“ Teile seiner Autobiografie veröffentlichen ließ, in der er schwere Vorwürfe gegen den Arsenal-Vorstand erhob. Dort beanstandete er, dass ihn die Vereinsführung zu einem „Sündenbock“ gemacht hätte und sie ihn während der Wechselaffäre den „Haien zum Fraß vorgeworfen“ hätten. Beim offiziellen Mannschaftsfoto zur Saison 2006/07 wurde Cole ausgeschlossen, was den öffentlichen Druck neu anheizte, dass Cole in naher Zukunft Spieler des FC Chelsea werden würde.
Am 28. Juli verkündete Arsenals Vizevorsitzender David Dein, dass Arsenal in Verhandlungen mit Chelsea im Zusammenhang mit dem Spieler Ashley Cole stehe. Hinsichtlich der Ablösesumme bestand jedoch große Uneinigkeit, da der FC Chelsea darauf bestand, sein Angebot in Höhe von 16 Millionen Pfund nicht zu erhöhen und der FC Arsenal 25 Millionen Pfund forderte. Die Verhandlungen erstreckten sich über nahezu den gesamten August und als die Verhandlungen zu keinem Ergebnis zu kommen drohten, einigten sich beide Klubs darauf, dass Cole für fünf Millionen Pfund zum FC Chelsea und darüber hinaus William Gallas als Kompensation von Chelsea zu Arsenal wechseln würde. Offiziell wurde der Transfer erst nach dem Ende der Transferperiode perfekt gemacht und der Wechsel fand erst anderthalb Stunden nach dem Stichtag seine offizielle Bestätigung.

### FC Chelsea (2006–2014)
Cole erhielt beim FC Chelsea die Trikotnummer 3 und kam erstmals am 9. September 2006 als Einwechselspieler für Wayne Bridge beim 2:1-Sieg gegen Charlton Athletic in seiner neuen Mannschaft zum Zuge. In einer öffentlichen Stellungnahme äußerte er sich versöhnlich gegenüber seinem alten Arbeitgeber, aber als er am 10. Dezember an der Stamford Bridge erstmals mit dem FC Chelsea gegen Arsenal antrat, wurde ihm von den gegnerischen Anhängern große Ablehnung entgegengebracht, was sich vor allem darin äußerte, dass diese mit falschen 20-Pfund-Noten – mit seinem Konterfei darauf – wedelten und ihn als „Cashley“ verhöhnten. An seiner guten Leistung in diesem Spiel änderte dies jedoch nichts. Insgesamt konnte sich Cole in der Stammformation des FC Chelsea etablieren und machte vor allem in der Partie gegen Manchester United im Old Trafford auf sich aufmerksam, als er sich beim 1:1 mit dem portugiesischen Flügelstürmer Cristiano Ronaldo ein spannendes Duell lieferte.
Am 31. Januar 2007 zog sich Cole bei dem 3:0-Meisterschaftsheimsieg gegen die Blackburn Rovers eine Knieverletzung zu, die sich jedoch nach der Diagnose als weniger schlimm herausstellte als zuvor angenommen. Das zum Saisonende anvisierte Comeback konnte schließlich realisiert werden und Cole stand beim FA-Cup-Endspiel gegen Manchester United im neuen Wembley-Stadion in den letzten zwölf Minuten wieder auf dem Spielfeld – obwohl Trainer Mourinho zuvor seine Finalteilnahme noch kategorisch ausgeschlossen hatte.
Nachdem sich Cole mit Wayne Bridge zunächst um die Linksverteidigerposition duelliert hatte, eroberte er nach dessen Verletzung den Stammplatz und gelangte mit den „Blues“ ins Champions-League-Endspiel gegen Manchester United in Moskau – trotz guter Nerven im Elfmeterschießen endete auch seine zweite europäische Finalerfahrung mit einer Niederlage. Unter dem neuen Trainer Luiz Felipe Scolari spielte Cole zeitweise offensiver als je zuvor in seiner Karriere, aber nach dessen Demission kehrte er unter Nachfolger Guus Hiddink wieder auf seinen angestammten Platz in der Linksverteidigung zurück.
Kurz nach seinem mittlerweile fünften FA-Cup-Triumph unterzeichnete Cole im September 2009 einen neuen Vierjahresvertrag beim FC Chelsea. Am 10. Februar 2010 brach er sich in einer Partie gegen den FC Everton den linken Knöchel, was eine monatelange Zwangspause nach sich zog.
Am 19. Mai 2012 feierte Cole den größten Triumph in Chelseas Geschichte und gewann in München gegen den FC Bayern München die UEFA-Champions League. Er spielte in der Verteidigung und glich beim Stande von 3:2 für die Bayern im Elfmeterschießen zum 3:3 aus.

### AS Rom (2014–2016)
Nachdem Cole beim FC Chelsea seinen Vertrag, der im Sommer 2014 ausgelaufen war, nicht verlängert hatte, wechselte er in die italienische Hauptstadt zur AS Rom. Dort unterschrieb er einen bis Sommer 2016 laufenden Vertrag, der im Januar 2016 aufgelöst wurde.

### Wechsel in die MLS
Am 27. Januar 2016 schloss Cole sich dem MLS-Franchise LA Galaxy an.

### Derby County und Rücktritt als Spieler (2019)
Im Januar 2019 kehrte Cole nach England zurück und unterschrieb beim Zweitligisten Derby County. Nachdem sein Vertrag nicht verlängert worden war, war er seit Juli vereinslos und beendete im August seine Karriere als Fußballspieler.

## Trainerlaufbahn
Im Anschluss an das Ende seiner aktiven Spielerkarriere im August 2019 wurde bekannt, dass Cole eine Position als Jugendtrainer beim FC Chelsea angenommen habe.

## Nationalmannschaft

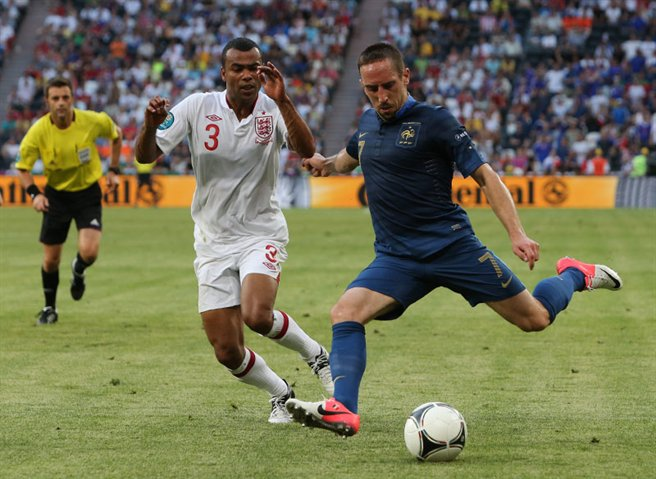
Ashley Cole im Zweikampf mit Franck Ribéry, Gruppenspiel England-Frankreich während der Fußball-EM 2012

Cole spielte für verschiedene englische Jugendauswahlmannschaften und nahm 1999 mit der U-20-Nationalmannschaft an der Junioren-WM in Argentinien teil. Obwohl dort mit Stuart Taylor, Peter Crouch, Andy Johnson und Matthew Etherington bekannte Namen in den eigenen Reihen standen, landete die Mannschaft in der Gruppenphase auf dem letzten Platz und schoss bei den drei Niederlagen nicht ein einziges Tor. Für die U-21-Nationalmannschaft lief er in vier Spielen auf und schoss dabei einen Treffer.
Für die A-Nationalmannschaft debütierte Cole am 28. März 2001 gegen Albanien und war dann gleich in allen fünf Partien Englands bei der WM 2002 dabei. Bei der Euro 2004 in Portugal gelang ihm sogar der Sprung in das All-Star-Team des Turniers und auch bei der zwei Jahre später folgenden Weltmeisterschaft in Deutschland war er als Stammspieler dabei, wo er schließlich mit seinem Team im Viertelfinale an der portugiesischen Auswahl scheiterte.
Am 6. Februar 2013 machte er beim 2:1 gegen Brasilien sein 100. Länderspiel. Nachdem er nicht für die WM 2014 berücksichtigt worden war, gab er am 11. Mai 2014 seinen Rücktritt aus der Nationalmannschaft bekannt. Insgesamt bestritt er 107 Länderspiele für England und hat damit die fünftmeisten Spiele für sein Land bestritten.

## Erfolge/Titel
- UEFA Champions League: 2012
- UEFA Europa League: 2013
- Englische Meisterschaft: 2002, 2004, 2010
- Englischer Pokal: 2002, 2003, 2005, 2007, 2009, 2010, 2012
- Englischer Ligapokal: 2007
- Community Shield: 2002, 2004
- UEFA Team of the Year: 2004, 2010

## Privates
- Ashley Cole war seit Juli 2006 mit der Sängerin Cheryl Cole verheiratet. Nachdem bekannt wurde, dass Ashley Cole zahlreiche Affären hatte, trennte sich das Paar im Februar 2010.
- Im Jahre 2006 verklagte Cole die Boulevardzeitungen „News of the World“ und „The Sun“ auf Verleumdung, nachdem diese „einen Premier-League-Fußballer“ und einen Musik-DJ bei einer „Homosexuellen-Orgie“ abgebildet hatten.[19] Obwohl Cole in den Reportagen nicht namentlich genannt wurde, suggerierte die durch Pixelverfremdung veränderte Darstellung eine große Ähnlichkeit mit Cole. Sowohl die News of the World als auch die Sun zogen später die Behauptungen zurück und zahlten eine nicht öffentlich genannte Summe an Cole.[20]
- Cole veröffentlichte eine Autobiografie mit dem Titel „My Defence“, von der 4.000 Ausgaben in den ersten sechs Wochen nach Erscheinen verkauft wurden.[21] Vor allem sein ehemaliger Mannschaftskamerad Jens Lehmann äußerte sich dazu kritisch[22] und auch die Anhänger des FC Arsenal starteten eine Kampagne gegen die Autobiografie Coles.[23]
- Im Februar 2011 hantierte Cole in der Kabine des FC Chelsea mit einem Luftgewehr herum. Zum Spaß richtete er die Waffe auf einen Sportstudenten, der zu diesem Zeitpunkt ein einjähriges Praktikum beim englischen Hauptstadtverein absolvierte. Dabei löste sich versehentlich ein Schuss, welcher den Praktikanten in die Seite traf und ihm eine blutende Wunde zufügte.[24]